# Cachiyacuy
Cachiyacuy  (лат.) — ископаемый род млекопитающих, отряда грызунов, живших около 41 млн лет назад на территории Перу. Является одним из самых ранних из известных представителей парвотряда Caviomorpha.
Род назван и описан группой исследователей в 2011 году. Находка была сделана неподалёку от города Контамана на северо-востоке Перу в геологической формации Yahuarango, относящейся к лютетскому ярусу. Название рода происходит от названия реки Cachiyacu, неподалёку от которой была сделана находка, и «cuy» — название морской свинки у народа кечуа.
Вес вида Cachiyacuy contamanensis оценивается в 80—120 г, это примерно на 30 процентов больше, чем у С. kummeli. Филогенетический анализ Cachiyacuy подтвердил африканское происхождение южноамериканских грызунов и поддерживает гипотезу о трансатлантическом перемещении млекопитающих в течение среднего эоцена. Также данное открытие увеличивает время появления первых грызунов в Южной Америке на 15 млн лет.

## Классификация
Включает в себя 2 вида:
- Cachiyacuy contamanensis
- Cachiyacuy kummeli